# Myczkowce

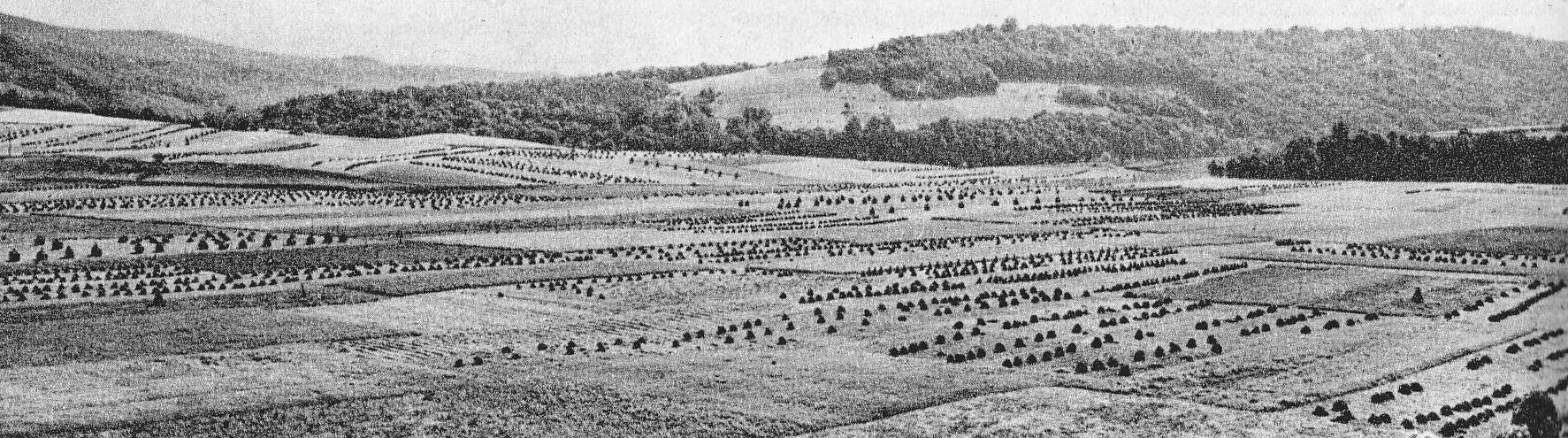
Pola wsi Myczkowce w latach 60.

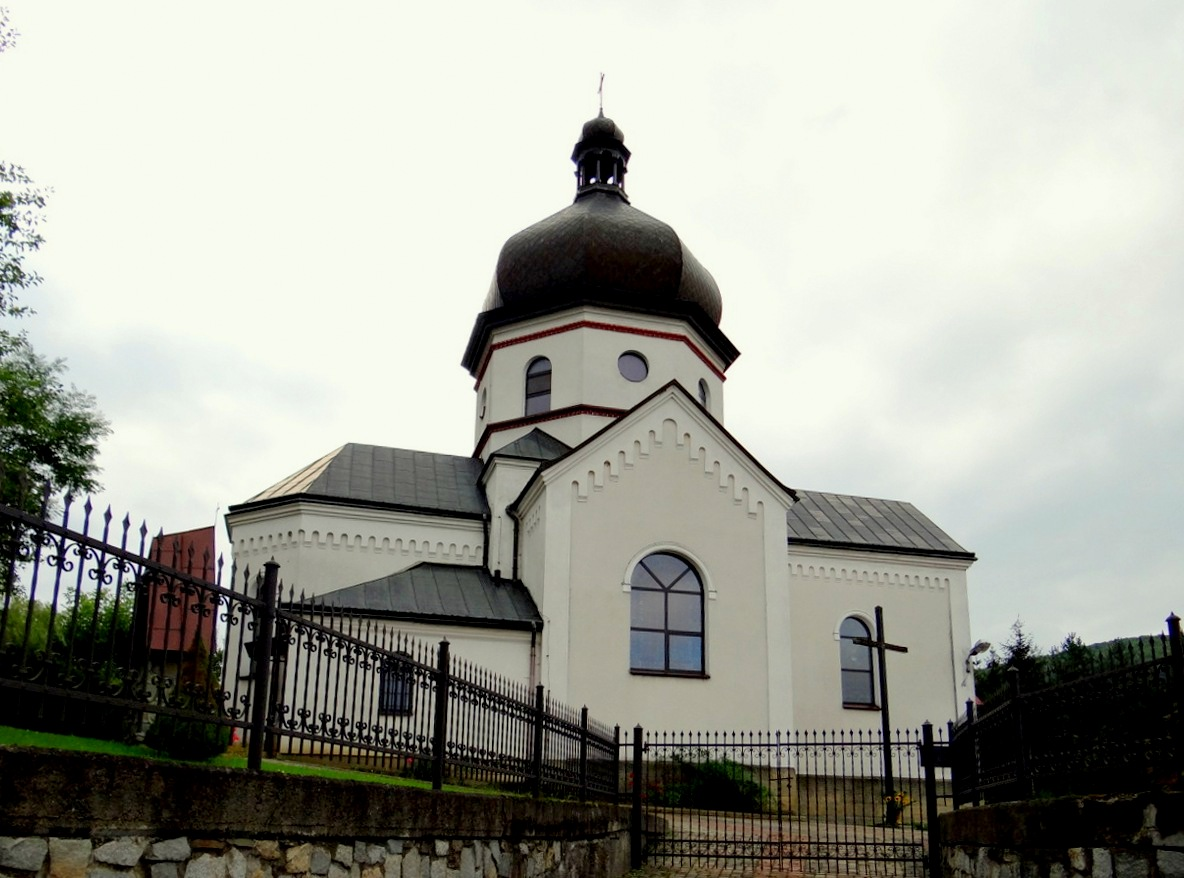
Kościół - dawna cerkiew

Myczkowce – wieś w Polsce położona w województwie podkarpackim, w powiecie leskim, w gminie Solina.

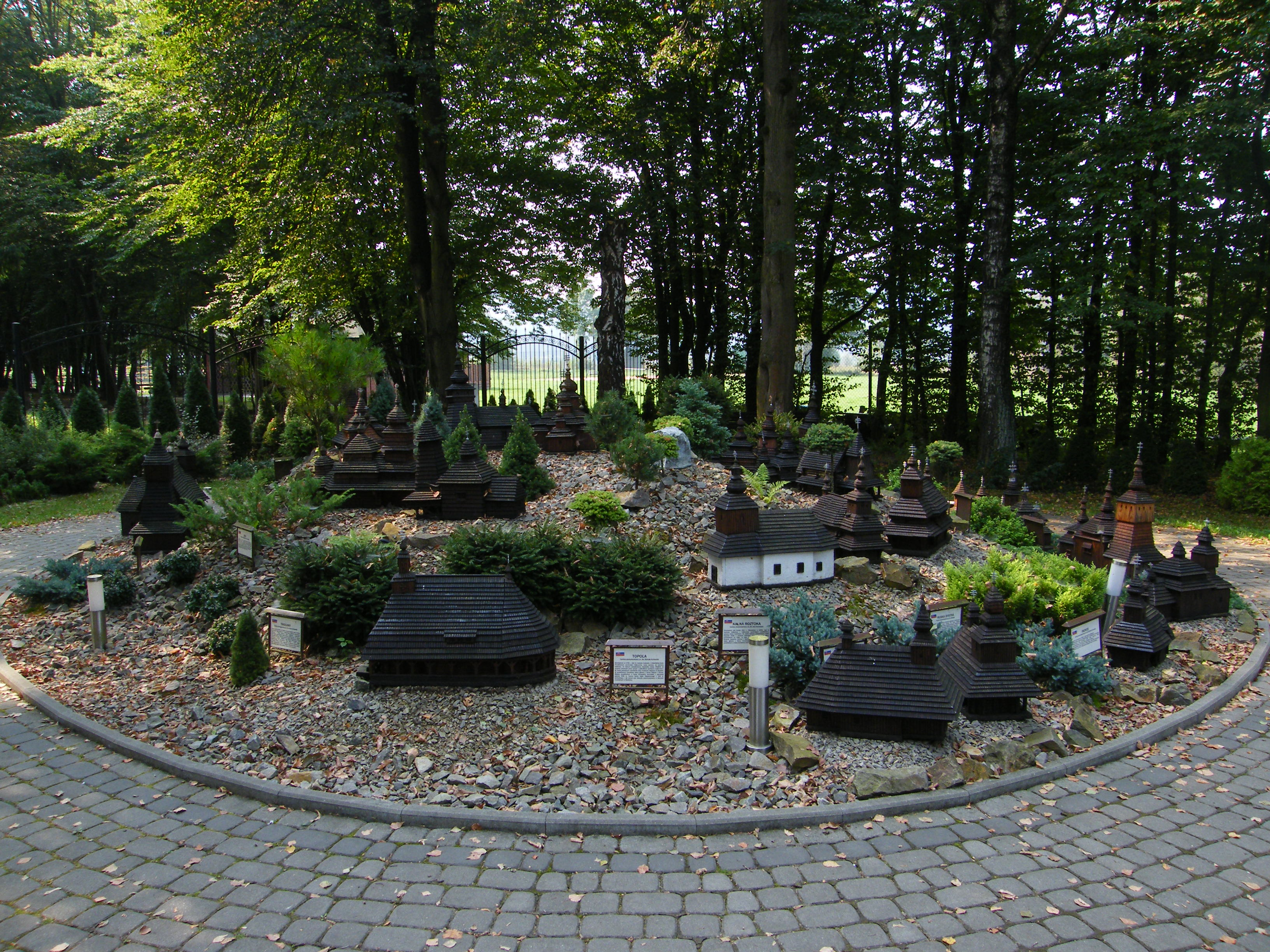
Park z miniaturowymi cerkwiami w ośrodku Caritas w Myczkowcach

W latach 1975–1998 miejscowość administracyjnie należała do województwa krośnieńskiego.
Według danych z 2011 roku miejscowość zamieszkiwało 495 osób.

## Historia wsi
Jedna z najstarszych osad w Bieszczadach założona w 1376 roku. Wtedy to starosta sanocki Piotr rozgraniczył dwie sąsiadujące wsie szlacheckie stanowiące własność Oleśki (Olescho): Myczkowce i Terpiczów (dziś Średnią Wieś). Podział zatwierdził król Władysław Jagiełło w 1425 przywilejem królewskim.
W 1436 roku Jan Goligyan w imieniu żony Małgorzaty wystąpił do sądu grodzkiego w Sanoku przeciw Mikołajowi Kmicie kasztelanowi przemyskiemu, który zajął gwałtem dobra ojczyste Małgorzaty Goligyan, przypadłe jej po bracie zm. Janie Kmicie i jego dzieciach z Bachórza, tj. zamek Sobień z wsiami doń należącymi Olszanica, Myczkowce, Rajskie i inne. Spór ten trwał do 1441, kiedy doszło do ugody między Małgorzatą a jej stryjem Mikołajem Kmitą z Wiśnicza, kasztelanem przemyskim. Małgorzata była wtedy żoną Mościca z Wielkiego Koźmina. Odstąpiła Mikołajowi i jego synom zamek Sobień z wsiami do niego należącymi jak Huzele, Myczkowce, Uherce i inne. Nowy prawowity właściciel zastawiał dwukrotnie wieś Myczkowce jako poręczenie za zaciągnięte pożyczki m.in. w latach 1445, 1446, a jego synowie w 1449 i w 1453.
W 1456 Myczkowce wraz z innymi wsiami klucza dóbr sobieńskich znowu zostały najechane i zajęte przez Jana Kmitę z Wiśnicza, kasztelana lwowskiego. Nowi właściciele zajętych dóbr (w tym Myczkowiec) Stanisław, Mikołaj i Jan Kmitowie, bracia z Wiśnicza i synowie Mikołaja z Sobnia dochodzą w sądzie swych praw do dóbr sobieńskiech przypadłych im "sorte vulgariter loszem": tj. zamku Sobień i wsi Lesko, Myczkowce, Uherce, Olszanica i innych.
W 1477 źródła (Archiwum m. Leska) podają wiadomość o "via antiqua Mieczkowska" w Lesku. W 1479 – Jan i Stanisław Kmitowie – dziedzice na Sobieniu – zastawiali wsie Myczkowce i Bóbrkę Piotrowi z Rytarowiec, podkomorzemu sanockiemu. W Myczkowcach był wówczas dwór z folwarkiem, rolami, łąkami i młynem. W 1483 Jan Kmita – dziedzic z Sobienia – zastawił bratu swemu ks. Stanisławowi, kanonikowi sandomierskiemu 4 wsie: Myczkowce, Uherce, Bóbrkę i Solinę za pożyczone 1000 grzywien.
W 1488 roku nowym właścicielem Myczkowiec i wsi klucza sobieńskiego jest Stanisław Kmita, dziedzic z Sobienia. W tym roku Maciej Bal (zm. 1511) podkomorzy sanocki i ks. Piotr Bal (bracia rodzeni) pozwali do sądu tegoż Stanisława Kmitę z pobliskiego zamku Sobień za to, że nie chciał sypać granic między wsiami tam, gdzie ich było brak. W 1489 Stanisław Kmita, kasztelan sanocki zapisał swej żonie Katarzynie, córce Jana Amora z Tarnowa 6000 złotych węgierskich na połowie swych dóbr: tj. zamku Sobień, miasta Leska, wsi Myczkowce, Rajskie i inne.
W latach 1496–1499 Myczkowce dzierżawił szlachcic Andrzej Racławski ożeniony z Elżbietą, córką Mikołaja Tyrawskiego. Od 1500 Kmita wydzierżawił Myczkowce szlacheckiemu małżeństwu Annie i Marcinowi Turskim. Odzyskał bowiem – po spłacie długu synowi ks. Jarochny – zastawione Myczkowce, Olszanicę i Stefkową. W 1515 Myczkowce ponownie wróciły do dóbr leskich Kmitów Sobieńskich. W latach 1518–1519 Myczkowce wraz z innymi wsiami stanowiły własność Piotra i Stanisława Kmitów. W 1541 Piotr Kmita zapisał żonie swej Barbarze z Felsztyna, córce Jana Herburta, 5000 złotych na dobrach Bachórz i przynależnych, Myczkowcach i innych wsiach w okolicy. Po Kmitach dobra te przeszły w posiadanie Herburtów.
W połowie XIX wieku właścicielami posiadłości tabularnej w Myczkowcach byli Julian i Eulalia Zatorscy.
W 1858 roku wybudowano ze składek kaplicę mieszczącą obraz cierpiącego Zbawiciela na pamiątkę zniesienia pańszczyzny (w 10 rocznicę).
W 1885 roku według „Słownika geograficznego Królestwa Polskiego” – ... wieś należała do parafii rz. – kat. w Uhercach, posiadała cerkiew drewnianą i murowaną kaplicę greckokatolicką należącą do parafii w Bóbrce. W dworze Wiktora Złockiego mieszkały 33 osoby, a w pozostałej części wsi 465. spośród 498 mieszkańców 156 było wyznania rzymskokatolickiego, 291 greckokatolickiego i 51 izraelitów wyznania mojżeszowego.
W marcu 1913 dobra Myczkowce nabyli Eugeniusz i Janina Nowakowie.
Do 1939 roku we wsi znajdował się dwór, którego właścicielem był hr. Klemens Dzieduszycki. Istnieje jeszcze należący do niego spichlerz z XIX w. i kapliczka z 1848 roku.

## II wojna światowa
Po klęsce Polski w 1939 roku rzeka San stała się linią graniczną z Niemcami, a Myczkowce znalazły się (do 22 czerwca 1941) pod okupacją sowiecką. Sowieci z tej granicznej miejscowości usunęli inteligencję, wywożąc potencjalnych przywódców antysowieckiego ruchu oporu w głąb ZSRR oraz przeprowadzali przyspieszoną kolektywizację.

### Walki z UPA
Już po przejściu frontu wschodniego doszło do kilku napadów Ukraińskiej Powstańczej Armii na tę miejscowość:
- 28 sierpnia 1944 roku banderowcy w czasie napadu na polskie zagrody zamordowali 4 osoby;
- 2 października 1945 roku UPA zaatakowała zwiad konny 34 pp w pobliskiej Bereźnicy Niżnej i spaliła przy tym tę wieś;
- 3 października 1945 roku, dzień później, podczas największego napadu UPA na Myczkowce zamordowano 11 Polaków i podpalono ich domy. Spalono też pobliską Solinę, mordując 15 Polaków;
- 7 października 1945 roku w czasie trzeciego napadu partyzanci UPA zamordowali kolejne 3 osoby i podpalili zabudowania zamieszkane przez Polaków.

## Współczesność
W latach 1956–1960  wybudowano zaporę wodną na Sanie u stóp dawnego Grodziska i powstało Jezioro Myczkowskie.
W 1994 roku Caritas diecezji rzeszowskiej przejęła byłe koszary po jednostce wojskowej i ośrodku wypoczynkowym rodzin wojskowych tworząc własny nowoczesny ośrodek wypoczynkowo – rehabilitacyjny. W ośrodku znajduje się kolekcja 140 makiet cerkwi greckokatolickich, prawosławnych i kościołów rzymskokatolickich z Polski, Słowacji i Ukrainy. Jest to część Centrum Kultury Ekumenicznej powstałego z inicjatywy ks. Bogdana Janika.
Znajduje się tu dawna cerkiew greckokatolicka, obecnie rzymskokatolicki kościół parafialny pw. MB Częstochowskiej oraz ściana skalna – pomnik przyrody.
W rejestrze NID znajduje się spichlerz z 1 poł. XIX, nr rej.: A-396 z 31.10.1972
Benedykt Gajewski stworzył publikację pt. Myczkowce. Wieś nad Zalewem Myczkowskim. Zarys monograficzny (2001).

## Archeologia
W sezonie archeologicznym 2016-2017 tuż obok kościoła parafialnego pw. Matki Boskiej Częstochowskiej w Myczkowcach podczas prac wykopaliskowych prowadzonych pod kierunkiem doktora Michała Dzika z Instytutu Archeologii Uniwersytetu Rzeszowskiego odkryto ślady wcześniejszej osady datowanej wstępnie na okres od X do XII wieku.